# 納所文子

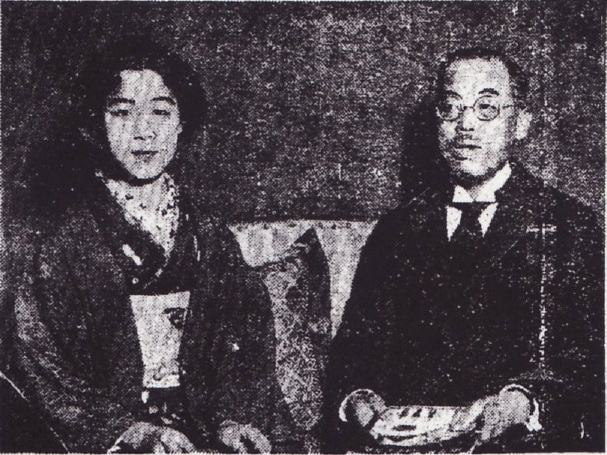
納所弁次郎と文子父娘（1927年）

納所 文子（のうしょ ふみこ、1896年（明治29年）4月23日 - 1964年（昭和39年）12月17日）は、明治末期から大正初期にかけて、父 納所弁次郎（作曲家・音楽教育家・男声歌手）のピアノ伴奏により数々の唱歌を吹き込んだレコード歌手。
娘は童謡歌手の納所米子。

## 経歴
1896年、納所弁次郎の長女として東京に生まれる。
1906年（明治39年）頃、天賞堂扱いのアメリカコロムビアにレコードを吹込んだことを皮切りに、初期の日蓄（日米蓄音器商会→日本蓄音器商会）において数々の唱歌レコードを吹き込み、同社の「ドル箱」的存在となる。また、同時期には東洋蓄音器（ラクダ印オリエントレコード）にもレコードを残している。文子が吹き込んだレコードの殆どは、父弁次郎のピアノ伴奏によるものである。
レコード歌手としての活動の傍ら、1910年（明治43年）4月に東京音楽学校選科に入学し、唱歌とピアノを履修。1915年（大正4年）3月に修了。
東京音楽学校修了後、ピアノを研究するためアメリカに渡り、米子を出産。
1920年代に東京の実家に戻った後は、弁次郎とともに子どもたちにピアノを教える。そこには、マンドリン奏者の比留間賢八・きぬ子父娘が顔を出す他、慶応の学生服姿の増永丈夫少年（後の藤山一郎）もピアノを習いに来ていたという。
1927年（昭和2年）～1928年（昭和3年）にかけて、10数年ぶりに日蓄から6面のレコードを新規吹込みし発売する他、1926年（大正15年）～1929年（昭和4年）にかけてはラジオに出演し、18時台の「子供の時間」に独唱・ピアノ伴奏を披露した。（1927年（昭和2年）10月3日、1928年（昭和3年）1月18日には、弁次郎・米子とともに親子三世代で出演を行っている。）
戦後は鎌倉に移住し、ピアノをやめて小唄・長唄を始める。西洋音楽関係者との交流は、唯一比留間きぬ子とのみであったという。

## 代表曲
- 鉄道唱歌（日蓄1210、1909年）
- 君が代（日蓄1211、1909年）
- 蛍の光（日蓄1212、1909年）
- 軍艦マーチ（日蓄1945、1913年）
- 電車唱歌（アメリカコロムビア（天賞堂扱い）47818、1907年）